# Jade Empire
Jade Empire är ett tv-spel från 2005 för Xbox och PC, och har senare lanserats för iOS och surfplattor. Det är utvecklat av spelstudion Bioware.
Spelets handling utspelar sig i fantasilandet Jade Empire, som inspirerats av gammal kinesisk kultur och historia. Det handlar om en Kung-fu-elev som på sin examensdag från kampsportsskolan får se sin lärare, tillika adoptivfar, kidnappad och sin hemby nedbränd till grunden, av ingen mindre än kejsarens mest fruktade underhuggare, The Lotus Assasins. Eleven ger sig ut på en resa för att rädda sin mästare och ta reda på kejsarens motiv till kidnappningen.
Jade Empire räknas som ett actionrollspel. Innan spelet verkligen börjar får spelaren välja en figur man vill ha som hjälte i spelet, eller skapa en hjälte själv med ett enkelt system där man får välja om man prioriterar en hjälte som tål mycket stryk, kan använda mycket magi eller är duktig på att svinga svärd eller liknande.

## Gameplay
Jade Empire använder sig av ett mycket simpelt stridssystem då man bara använder sig av en knapp för att slåss. Dock finns det många stridsstilar, och alla är unika på sina sätt.